# Aratinga
Aratinga este un gen de papagali din tribul Arini, care se găsesc în America de Sud.

## Taxonomie
Genul Aratinga a fost introdus în 1824 de către naturalistul german Johann Baptist von Spix. Specia tip a fost ulterior desemnată drept perușul soarelui. Denumirea genului provine din limba dispărută tupi din Brazilia. Ará tinga înseamnă „pasăre sclipitoare” sau „papagal sclipitor”.
Taxonomia acestui gen a fost rezolvată recent prin divizarea sa în patru genuri, deoarece genul, așa cum era definit anterior, era parafilietic. Speciile din complexul Aratinga solstitialis au fost păstrate în acest gen, în timp ce alte foste specii de Aratinga au fost mutate la Eupsittula, Psittacara și Thectocercus.

### Specii
Genul conține 6 specii:
- Aratinga solstitialis
- Aratinga maculata
- Aratinga jandaya
- Aratinga auricapilla
- Aratinga nenday
- Aratinga weddellii